# Autorité de sûreté nucléaire
Pour les articles homonymes, voir ASN.
Pour les autres articles nationaux ou selon les autres juridictions, voir Liste des autorités de sûreté nucléaire nationales.
L'Autorité de sûreté nucléaire (ASN) est une autorité administrative française qui assure de 2006 à 2024, au nom de l'État, les missions de contrôle de la sûreté nucléaire, de la radioprotection en France (travailleurs du nucléaire, environnement, populations locales) et de l'information des citoyens « pour protéger les travailleurs, les patients, le public et l’environnement des risques liés aux activités nucléaires ».
En 1991, l'ASN comprend la DSIN et dans les régions les Divisions des installations nucléaires (DIN), placées au sein des directions régionales de l'Industrie, de la Recherche et de l'Environnement (DRIRE, depuis devenues directions régionales de l'Environnement, de l'Aménagement et du Logement (DREAL).
En 2006, elle devient une autorité administrative indépendante française. Elle est rattachée au programme budgétaire 181 « Prévention des risques » du ministère de l’Écologie.
L'ASN est à l'origine de la création de l'Association des autorités de sûreté nucléaire des pays d'Europe de l'Ouest (WENRA), qui regroupe 17 pays européens.
En janvier 2025, l'ASN fusionne avec l'Institut de radioprotection et de sûreté nucléaire dans une nouvelle Autorité de sûreté nucléaire et de radioprotection (ASNR).

## Histoire

### Débuts
L'ASN telle qu'elle existe aujourd'hui a été créée par la loi no 2006-686 du 13 juin 2006 relative à la transparence et à la sécurité en matière nucléaire (dite « loi TSN »), intégrée dans les Livres II et V du code de l'environnement. Après avoir préparé son organisation dans les régions et être devenue indépendante, elle succède alors, avec des compétences élargies et un statut différent à la DGSNR.
Dès janvier 1960, sous la responsabilité du haut-commissaire Francis Perrin, une Commission de sûreté des installations atomiques (CSIA) est chargée d’examiner la sûreté des installations en cours et à venir du Commissariat à l'énergie atomique (CEA). En 1973, le Service central de sûreté des installations nucléaires (SCSIN) est créé au sein du ministère de l'Industrie dans le cadre du développement du programme nucléaire. À partir de 1976, un fonctionnement tripartite de la sûreté  est officiellement institutionnalisé entre le SCSIN comme organisme de contrôle, l'IPSN comme institut d'expertise et de recherche au sein du CEA, et les exploitants[réf. incomplète],[réf. incomplète]
Le SCSIN devient la Direction de la sûreté des installations nucléaires (DSIN) en 1991 puis Direction générale de la sûreté nucléaire et de la radioprotection (DGSNR) en 2002.

### Nouvelles missions depuis 2006
La loi du 13 juin 2006 relative à la transparence et à la sécurité en matière nucléaire (dite « loi TSN »), intégrée dans les Livres II et V du code de l'environnement, a renforcé le statut de l'ASN et a défini le cadre de son fonctionnement et ses nouveaux pouvoirs, notamment en matière de sanction.
Dans ce cadre, l'ASN :
- est consultée sur tout projet de texte règlementaire relatif à la sécurité nucléaire et précise les règlements par des décisions à caractère technique ;
- accorde des autorisations individuelles, sauf celles relatives à la création et au démantèlement des INB ;
- contrôle les installations et activités nucléaires, prend les mesures de coercition (mise en demeure, consignation, exécution d'office de travaux, suspension d'exploitation…) et les sanctions nécessaires et prend toute mesure d'urgence, avec ou sans homologation gouvernementale ;
- rend compte de son activité, de ses missions, de l'état de la sûreté nucléaire et de la radioprotection en France à travers son rapport annuel, qui est transmis au Parlement, au Gouvernement et au président de la République, conformément à l’article L. 592.31 du code de l'environnement ;
- organise une veille sanitaire permanente en matière de radioprotection sur le territoire national ;
- participe à l'information du public, « dans les domaines de sa compétence » ;
- participe « à la gestion des situations d'urgence radiologique résultant d'événements de nature à porter atteinte à la santé des personnes et à l'environnement par exposition aux rayonnements ionisants et survenant en France ou susceptibles d'affecter le territoire français ».

### Fusion avec l'IRSN
En 2023, un projet de loi est déposé visant à fusionner l'ASN et l'Institut de radioprotection et de sûreté nucléaire (IRSN), provoquant de vives polémiques.
Proposé par le Gouvernement en février 2023, puis écarté par le Parlement en avril 2023, le projet de fusion de l'ASN et de l'IRSN est à nouveau préconisé par un rapport parlementaire adopté le 11 juillet 2023 par l'Office parlementaire d'évaluation des choix scientifiques et technologiques, afin de « clarifier l'organisation » et d'en « accroître les moyens » tout en « préservant l'indépendance de l'expertise ».
Le 13 novembre 2024, Pierre-Marie Abadie devient président de l'ASN,, dont la fusion avec l'IRSN est entérinée en 2024 par la création de  l’Autorité de sûreté nucléaire et de radioprotection.

## Principales missions
Les missions de l'ASN s'articulent autour de ses trois métiers « historiques » : réglementation, contrôle et information du public.
Dans le domaine de la réglementation générale, l'ASN est chargée de contribuer à l'élaboration de la réglementation, en donnant son avis au gouvernement sur les projets de décrets, de circulaires, de directives et d'arrêtés ministériels ou en prenant des décisions règlementaires à caractère technique pour compléter les modalités d'application de ces décrets et arrêtés. Ces décisions sont soumises à l'homologation des ministres chargés de la sûreté nucléaire ou de la radioprotection. L'ASN est également chargée de la délivrance d'autorisations individuelles dans les domaines des installations nucléaires de base (INB), du transport de substances radioactives et des activités médicales, industrielles et de recherche.
Dans le domaine du contrôle, l'ASN est chargée de vérifier le respect des règles et des prescriptions auxquelles sont soumises les installations ou activités qu'elle contrôle. Elle s'assure que les utilisateurs de rayonnements ionisants, les exploitants d'INB ou les expéditeurs de matières radioactives exercent pleinement leurs responsabilités et leurs obligations en matière de radioprotection ou de sûreté nucléaire. En effet, la responsabilité première des activités à risques incombe à celui qui les entreprend. Ce principe s'applique à tous les secteurs contrôlés par l'ASN : un industriel est responsable de la sûreté des installations nucléaires qu'il exploite, un centre hospitalier est responsable de l'utilisation des rayonnements ionisants qu'il entreprend.
Dans le domaine de l'information, l'ASN est chargée de participer à l'information du public, en particulier en situation d'urgence. Dans de telles situations, l'ASN est également chargée d'informer le public sur l'état de la sûreté de l'installation concernée et sur les éventuels rejets dans l'environnement et leurs risques pour la santé des personnes et pour l'environnement.
En outre, en cas de situation d'urgence, l'ASN est investie de quatre missions :
1. contrôler les dispositions prises par l'exploitant ;
2. apporter son conseil au Gouvernement, à l'échelle nationale et locale (préfecture) ;
3. participer à la diffusion de l'information ;
4. assurer la fonction d'Autorité compétente dans le cadre des conventions internationales sur la notification rapide et sur l'assistance.

### Champ du contrôle
L'ASN contrôle ainsi les installations nucléaires de base civiles (INB), depuis leur conception jusqu'à leur démantèlement, les équipements sous pression spécialement conçus pour ces installations, la gestion des déchets radioactifs ainsi que les transports des substances radioactives, au titre de la sûreté nucléaire et de la radioprotection.
L'ASN contrôle également toutes les installations industrielles et de recherche ainsi que les installations hospitalières où sont utilisés les rayonnements ionisants, au titre de la radioprotection.
L'ASN n'est chargée que du contrôle du nucléaire civil. En application du décret du 5 juillet 2001, le contrôle du transport de matières radioactives ou fissiles à usage militaire, des systèmes nucléaires militaires, des installations nucléaires de base secrètes (INBS) et des sites d'expérimentations nucléaires intéressant la défense relève du délégué à la sûreté nucléaire et à la radioprotection pour les activités et installations intéressant la Défense (DSND).

## Organisation

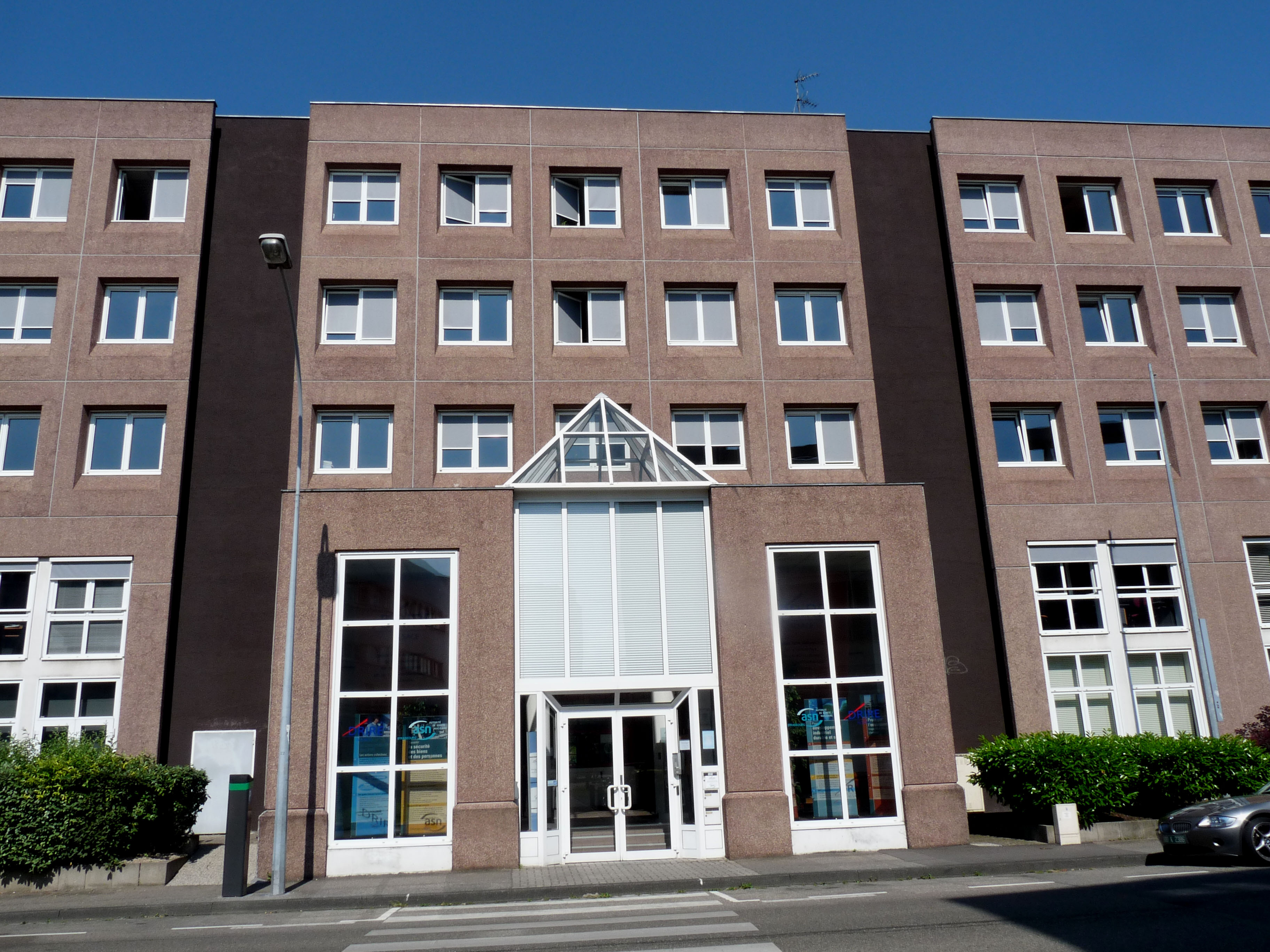
Division ASN de Strasbourg

L'ASN est composée de services centraux, regroupant notamment la direction générale et des directions fonctionnelles (réacteurs à eau sous pression, centrales nucléaires, cycle du combustible, transport, rayonnements ionisants et santé, relations internationales, etc.), ainsi que, au niveau régional, onze divisions territoriales qui couvrent l'ensemble du territoire national. Il s'agit des divisions de : Bordeaux, Caen, Châlons-en-Champagne, Dijon, Lille, Lyon, Marseille, Nantes, Orléans, Paris et Strasbourg.
En 2023, le budget de l'ASN s'élève à 71,62 M€ de crédits de paiement. Le budget global de l'Institut de radioprotection et de sûreté nucléaire (IRSN) consacré à l'action d'appui technique à l'ASN s'est élevé en 2023 à 85,1 M€[réf. nécessaire].
Le personnel de l'ASN est composé de fonctionnaires, d'agents contractuels de l'État et d'agents mis à disposition par des établissements publics. Au 31 décembre 2023, l'ASN dispose de 521 agents[réf. nécessaire], d'origines diverses : 
- agents fonctionnaires des corps techniques (ingénieurs, notamment des Ingénieurs de l'industrie et des mines), de santé (médecins, pharmaciens, ingénieurs du génie sanitaire) ou administratifs ;
- agents mis à disposition contre remboursement par des établissements publics (CEA, IRSN, AP-HP, ANDRA) ;
- agents contractuels de l'État, notamment dans les domaines juridique, de la radioprotection et de la communication.

## Supports d'information de l'ASN

### Site web de l'ASN
Le site web de l'ASN, asn.fr, créé en 2000, est le principal outil d'information du public de l'ASN ; il reçoit plus de 45 000 visites mensuelles en moyenne en 2023. Le site présente l'actualité de la sûreté nucléaire et de la radioprotection en France. S'y trouvent notamment les avis d'incidents, des informations sur les arrêts de réacteur, les lettres de suite d'inspection des installations nucléaires ainsi que celles de radiothérapie. Le site présente également les avis des groupes permanents d'experts et des appuis techniques de l'ASN, et son Bulletin officiel, qui contient les délibérations, décisions et les avis du collège, ainsi que les décisions d'agrément d'organismes. Enfin, le site présente des informations sur les installations nucléaires, la radiothérapie, la gestion des déchets radioactifs, la protection des installations contre les séismes ou le radon.

### Rapport de l'ASN sur l'état de la sûreté nucléaire et de la radioprotection en France
Le rapport L'état de la sûreté nucléaire et la radioprotection en France dresse chaque année un état des évolutions comme des difficultés constatées au sein des organismes contrôlés par l'ASN. Il est un panorama de la situation dans tous les domaines qui ont trait au nucléaire civil en France (centrales nucléaires, nucléaire dit « de proximité », installations du cycle, laboratoires de recherche, centres hospitaliers, etc.). Ce rapport fait l'objet d'une présentation au Parlement et notamment à l'Office parlementaire d'évaluation des choix scientifiques et technologiques (OPECST).

## Accident nucléaire de Fukushima
L'accident nucléaire de Fukushima du 11 mars 2011 a conduit l'ASN — dont l'opinion sur cet événement a été aussitôt sollicitée par le public — à élargir son dispositif d'information sur Internet dès le surlendemain de l'accident. Un site de crise a proposé dès le 13 mars 2011 un contenu sur l'état de l'installation au jour le jour. Le site post-accidentel.asn.fr a connu une forte fréquentation dans les semaines et les mois qui ont suivi l'événement, permettant aux différents publics de prendre connaissance des avis et positions émis par les membres du collège et de la direction de l'ASN sur l'état des installations lors des conférences de presse. Le site propose des points de situation régulièrement actualisés de la situation à Fukushima.

## L’ASN et les organisations internationales de la sûreté nucléaire
Forte de son expérience auprès d’un des parcs d’installations nucléaires les plus importants et les plus diversifiés au monde, l’ASN contribue à la constitution d’une Europe en pointe sur les thèmes de la sûreté nucléaire, de la sûreté de la gestion des déchets et du combustible usé et de la radioprotection. L’association WENRA, créée à l’initiative du Président de l’ASN, regroupe aujourd’hui l’ensemble des responsables des Autorités de sûreté européens (y compris la Suisse). D’autres organisations internationales (HERCA, AIEA, AEN) travaillent étroitement avec l’ASN pour favoriser l’adoption, à l’échelle mondiale, de normes de sûreté plus efficaces ; l’accident de Fukushima a mis en lumière la nécessité d’une telle collaboration entre les États et leurs agences et outils de régulation et de contrôle.

## Nécessité de rendre compte
L'ASN informe le public et les parties prenantes de son activité, notamment grâce à sa revue Les Cahiers de l'ASN et à son site web.
Son rapport sur la sûreté nucléaire et la radioprotection lui permet de rendre compte chaque année, en particulier au Parlement, de son activité, de ses missions et de l'état de la sûreté nucléaire et de la radioprotection en France.
C'est également pour rendre compte à ses homologues étrangers et pour bénéficier d'un regard extérieur sur son fonctionnement que l'ASN a bénéficié, à sa demande, en novembre 2006 d'un audit international par ses pairs (IRRS, pour Integrated Regulatory Review Service ) coordonnée par l'Agence internationale de l'énergie atomique (AIEA). En cela, elle a anticipé l’obligation faite aux États membres de l'Union européenne, par la directive 2009/71 du 25 juin 2009, de soumettre leurs autorités à un examen international par leurs pairs en vue de l’amélioration continue de la sûreté nucléaire.

## Indépendance et qualité du contrôle
En 2017, l'ASN « a mis plus d'un an à s'alarmer officiellement des graves soucis de soudure rencontrés par EDF sur le chantier du réacteur de l'EPR de Flamanville », en dépit de sa connaissance du problème. En octobre 2017, l'ASN s'est prononcée sur la cuve de la centrale nucléaire de Flamanville au terme d'une consultation du public qui a recueilli plus de 13 000 contributions. Elle a notamment demandé à l'opérateur de changer le couvercle de la cuve d'ici 2024.
L'ASN publie en 2018, avec plusieurs années de retard, un « avis d'incident » détecté dès 2015 et 2016 concernant les centrales de Chooz et de Civaux; une fois les réparations effectuées.

## Direction
À l'exemple d'autres autorités administratives indépendantes en France ou de plusieurs de ses homologues à l'étranger, l'ASN est dirigée par un collège de cinq commissaires qui définit la politique générale de l'ASN en matière de sûreté nucléaire et de radioprotection.
Le premier collège a été nommé en 2006 ; la composition du collège est de façon générale la suivante :
- trois commissaires nommés par le président de la République :
  - le président Bernard Doroszczuk (nommé en 2018 pour six ans)[19],
  - Géraldine Pina Jomir (nommée en 2020, fin de mandat en 2026)[20],
  - Stéphanie Guénot Bresson (nommée en 2023 pour six ans) ;
- un commissaire nommé par le président du Sénat :
  - Olivier Dubois (nommé en 2024 pour six ans)[21] ;
- un commissaire nommé par le président de l'Assemblée nationale :
  - Jean-Luc Lachaume* (nommé en 2018, fin de mandat en 2026).

La durée du mandat des membres du collège est fixée par la loi à six ans. Ce mandat n'est pas renouvelable. Les commissaires exercent leurs fonctions en toute impartialité sans recevoir d'instruction du gouvernement ni d'aucune autre personne ou institution. Ils exercent leurs fonctions à plein temps. Ils ne sont pas révocables.
Le code de l’environnement, modifié par la loi no 2017-55 du 20 janvier 2017 portant statut général des autorités administratives indépendantes et des autorités publiques indépendantes, prévoit le renouvellement du collège de l’ASN à l’exception de son président, par moitié tous les trois ans. Le décret no 2019-190 du 14 mars 2019 (codifiant les dispositions applicables aux installations nucléaires de base, au transport de substances radioactives et à la transparence en matière nucléaire) a prévu les dispositions transitoires utiles et modifié la durée des mandats de trois commissaires.

### Anciens présidents
- André-Claude Lacoste (2006-2012)
- Pierre-Franck Chevet[22] (2012-2018)
- Bernard Doroszczuk (2018-2024)

### Anciens commissaires
- Nommés par le président de la République :
  - Marc Sanson (2006-2010) ;
  - Michel Bourguignon (2006-2014) ;
  - Jean-Jacques Dumont (2010-2016) ;
  - Philippe Chaumet-Riffaud (2014-2020)[23] ;
  - Sylvie Cadet-Mercier (2016-2023).
- Nommés par le président du Sénat :
  - François Barthélemy (2006-2008) ;
  - Jean-Rémi Gouze (2006-2010) ;
  - Philippe Jamet (2010-2016) ;
  - Lydie Evrard (2017-2021) ;
  - Laure Tourjansky (nommée en 2021 pour la durée du mandat de Mme Lydie Évrard restant à courir, soit jusqu'au 9 décembre 2023.)[24][réf. incomplète].
- Nommés par le président de l'Assemblée nationale :
  - Marie-Pierre Comets (2006-2012) ;
  - Margot Tirmarche (2012-2018).